# Woldemar Voigt
Woldemar Voigt (Leipzig, 2 de setembro de 1850 — Göttingen, 13 de dezembro de 1919) foi um físico alemão.
Foi professor de física teórica na Universidade de Göttingen.

## Vida e trabalho
Em 1908 apresentou, em seu livro Magneto- und Elektrooptik, uma teoria abrangente da magneto-óptica no âmbito da eletrodinâmica clássica. É o descobridor do efeito de Voigt.
Publicou em 1910 o livro Lehrbuch der Kristallphysik, um trabalho monumental sobre cristalografia.
Foi o primeiro a utilizar o termo tensor. Deve-se a ele também a notação de Voigt, utilizada na teoria da elasticidade em tensores simétricos de segunda ordem.
A partir de 1878 reformulou as bases e ampliou a óptica teórica até então fundamentada por Fresnel. Em 1883 tentou desenvolver uma teoria da propagação da luz no vácuo baseado no éter luminífero. Posteriormente abandonou seu modelo mecânico e dedicou-se a uma teoria fenomenológica. A forma definitiva de sua teoria está apresentada no volume III de seu Kompendium der theoretischen Physik. A teoria óptica de Voigt é comparada com outras teorias em.
Voigt apresentou em 1887 - 1888 uma extensa "Teoria da Luz para Meios Móveis", publicada em duas versões. Na página 235 da primeira versão Voigt julga em primeiro lugar que a experiência de Michelson-Morley deve apresentar um resultado negativo, independentemente de o éter ser transportado junto com o planeta terra ou não. Em uma nota de rodapé na página 390 da segunda versão Voigt corrige esta declaração, escrevendo:
 ... o éter não participa do movimento da terra, o que de acordo com as novas observações de H. Michelson (Americ. Journ. (3) 34, p. 333, 1887) parece não estar correto. As considerações que eu tinha antigamente contra tal interpretação das observações do sr. Michelson, não posso mais mantê-las, considerando as objeções expressas do sr. H. A. Lorentz.
Antes de assumir a cadeira de professor na Universidade de Göttingen Voigt estudou sob a orientação de Franz Neumann. Com 20 anos de idade participou da guerra franco-prussiana. De 1875 a 1883 trabalhou como professor associado em Königsberg (atual Kaliningrado). Foi duas vezes reitor da Universidade de Göttingen. Dentre seus alunos estiveram Paul Drude (1863-1906), Friedrich Pockels (1865-1913), Walter Ritz (1878-1909) e Alfonso Sella (1865-1907). Foi entusiasmado por música, dirigindo concertos de Bach e publicando também artigos científicos sobre música. O espólio literário de Voigt está guardado no arquivo da Universidade de Göttingen, contendo um trabalho sobre a transformação das equações diferenciais de movimento.

## Transformação de Voigt
Desde aproximadamente 1886 Voigt iniciou a investigar a óptica dos corpos em movimento, caminho que Albert Einstein também seguiu ao formular a teoria da relatividade. Foi o primeiro a deduzir equações de transformação do tipo da transformação de Lorentz, as transformações de Voigt,

{\displaystyle x^{\prime }=x-vt,\quad y^{\prime }={\frac {y}{\gamma }},\quad z^{\prime }={\frac {z}{\gamma }},\quad t^{\prime }=t-x{\frac {v}{c^{2}}}} ,
onde  {\displaystyle \gamma =1/{\sqrt {1-v^{2}/c^{2}}}} Fator de Lorentz,
e demonstrou a invariância da equação de onda sob esta transformação. Seus pontos de partida foram uma equação diferencial parcial para ondas transversais e uma forma geral da transformação de Galileu. Como acentuou H. A. Lorentz em uma nota de rodapé na página 198 de seu livro "Theory of Electrons",  Voigt antecipou assim a transformação de Lorentz. O trabalho pioneiro de Voigt do ano de 1887 deve ter sido do conhecimento do criador da moderna teoria da relatividade, pois este trabalho foi citado no ano de 1903 no Annalen der Physik  e além disso Lorentz correspondeu-se com Voigt nos anos 1887 e 1888 devido à experiência de Michelson-Morley. É incerto se também Joseph Larmor já conhecia a transformação de Voigt.